# Bibiyoni
Bibiyoni è un comune dell'Azerbaigian situato nel distretto di Lerik. Conta una popolazione di 849 abitanti.